# Paul Wigand
Paul Wigand, född 10 augusti 1786 i Kassel, död 4 januari 1866 i Wetzlar, var en tysk jurist och rättshistoriker. 
Wigand var 1833–1848 direktor vid stadsdomstolen i Wetzlar. Han utgav urkundssamlingar av vikt för Westfalens rättshistoria och grundlade Archiv für Geschichte und Alterthumskunde Westfalens (sju band, 1826–1838).